# Aethomys silindensis
Aethomys silindensis är en däggdjursart som beskrevs av Roberts 1938. Aethomys silindensis ingår i släktet Aethomys och familjen råttdjur. IUCN kategoriserar arten globalt som otillräckligt studerad. Inga underarter finns listade.
Vuxna exemplar är 155 till 200 mm långa (huvud och bål), har en 166 till 194 mm lång svans och 32 till 35 mm långa bakfötter. Viktuppgifter saknas. Håren på ovansidan är gråbrun vid roten och svart vid spetsen som ger ett brunt utseende. Pälsen blir fram till sidorna ljusare och undersidan är täckt av ljusgrå till ljusbrun päls. Den ljusbruna färgen finns även på överläppen. Kännetecknande är de gulbruna fötterna. På svansen är främst fjällen synliga och den har en brun ovansida samt en ljus undersida. Den första molaren i överkäken är stor och den har fem rötter.
Denna gnagare förekommer i östra Afrika. Utbredningsområdet ligger vid gränsen mellan Zimbabwe och Moçambique. Där finns låga bergstrakter som ligger cirka 700 meter över havet. Habitatet utgörs av torra skogar i klippiga regioner.